# ワカバグモ

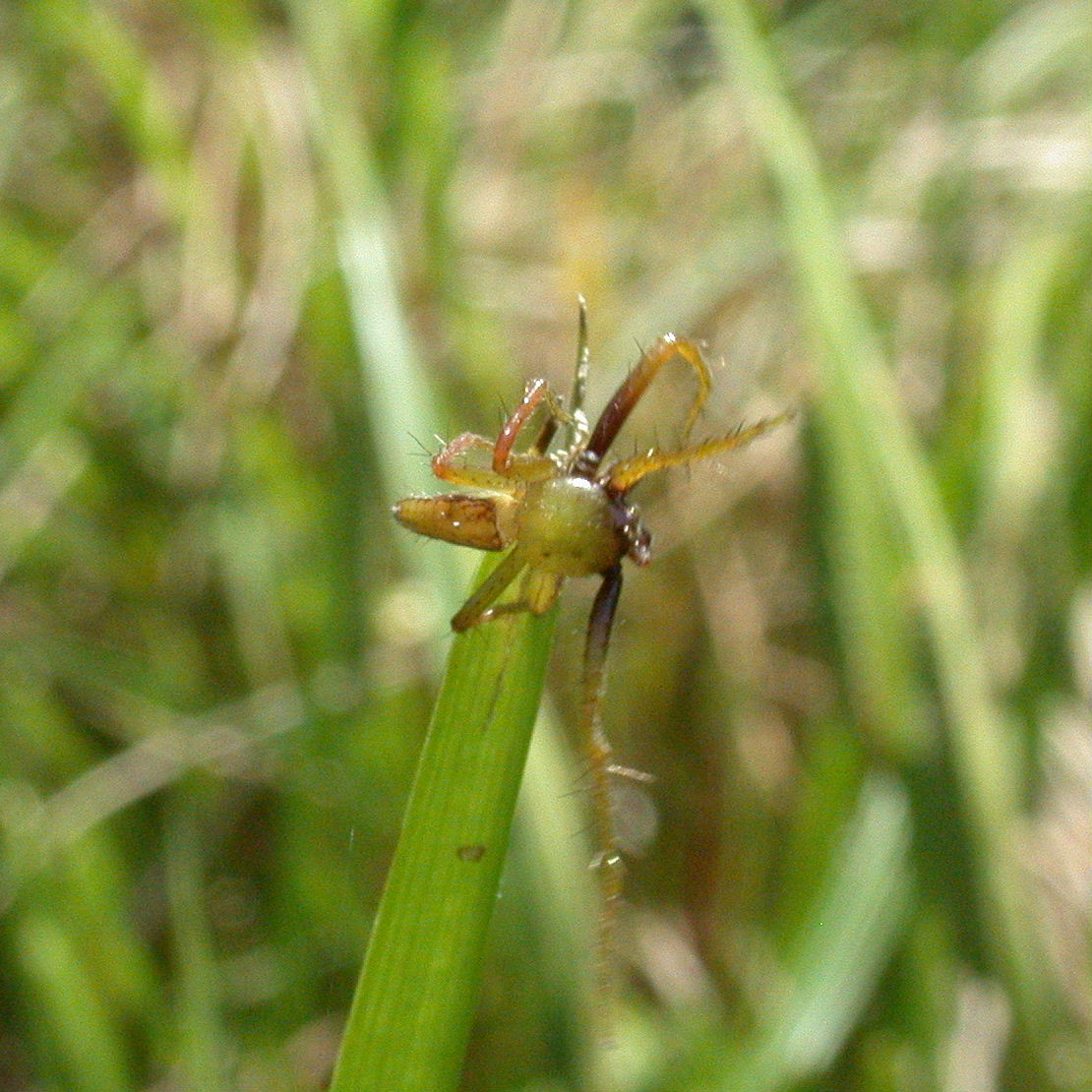
雄成体

ワカバグモ Oxytate striatipes は、カニグモ科のクモの1種。カニグモ科としては珍しい腹部が縦長のクモで、普通は全身が緑色をしている。

## 特徴
体長12-13mmのクモ。全身淡緑色の『美しい』クモであるが、雌では成熟すると腹部が赤みを帯びる。また眼域(眼の配置する範囲)が褐色で、更に雄では成熟時に頭部と歩脚の腿節の基部が褐色を帯びる。
雌の背甲は中央が盛り上がり、前眼列の前の額はその幅が中眼の幅より長く、垂直に落ち込む。眼は8眼が2列に並んでいるが、前後列のどちらも後曲(中眼より側眼が後ろ側にある)で、その程度は前列の方が強い。中眼域(前後の中眼4つを含む方形)は幅より長さが大きく、幅は前が後ろより長い。それらの眼は小さな盛り上がりの上にあり、その部分は白くなっている。放射溝(背甲の中心から歩脚の基部に伸びる放射状の溝)は明瞭。下顎と下唇は共に長い。腹部は縦長で、雌ではやや膨らむが雄では細い。また脱皮直後には腹部に数個のくびれがあってまるで環節があるかのような感じに見えることがある。

## 生態など
樹上生活のクモであり、木の枝の葉の上で獲物を待ち伏せる。徘徊している姿を見ることもあるが、第1脚を八の字に大きく広げて待ち伏せる姿を見ることも多く、獲物が近づくと第1脚をゆっくりと動かす。若い個体がサクラの葉に陣取り、葉の蜜腺に集まるオオクロバエやトビイロケアリなどを食べていたとの観察例がある。
年1化性で4月から7月にわたって繁殖期があり、しかし成体は9月まで見られる。雌成体は葉裏に淡黄色で40-60個の卵を含む卵嚢を作り、その上に留まって卵を保護する。越冬は老熟幼生の形で行い、朽ち木や落ち葉の間などで越冬する。

## 分布と生息環境
日本では北海道から本州、四国、九州から屋久島までに見られ、国外では韓国、中国、およびロシアの極東地域まで分布する。
低地から山地帯まで広く分布し、森林地から市街地の街路樹、公園などまで見ることができる。日本産のカニグモ科のクモの中でもっともよく目に付く種の1つ、との評価もある。おそらくはその大きさと鮮やかな体色、個体数が多いことに加え、本科のクモの多くが物陰に隠れる生活をするのに対して、本種は樹木や葉先に姿を出すことによるのだと思われる。

## 類似種

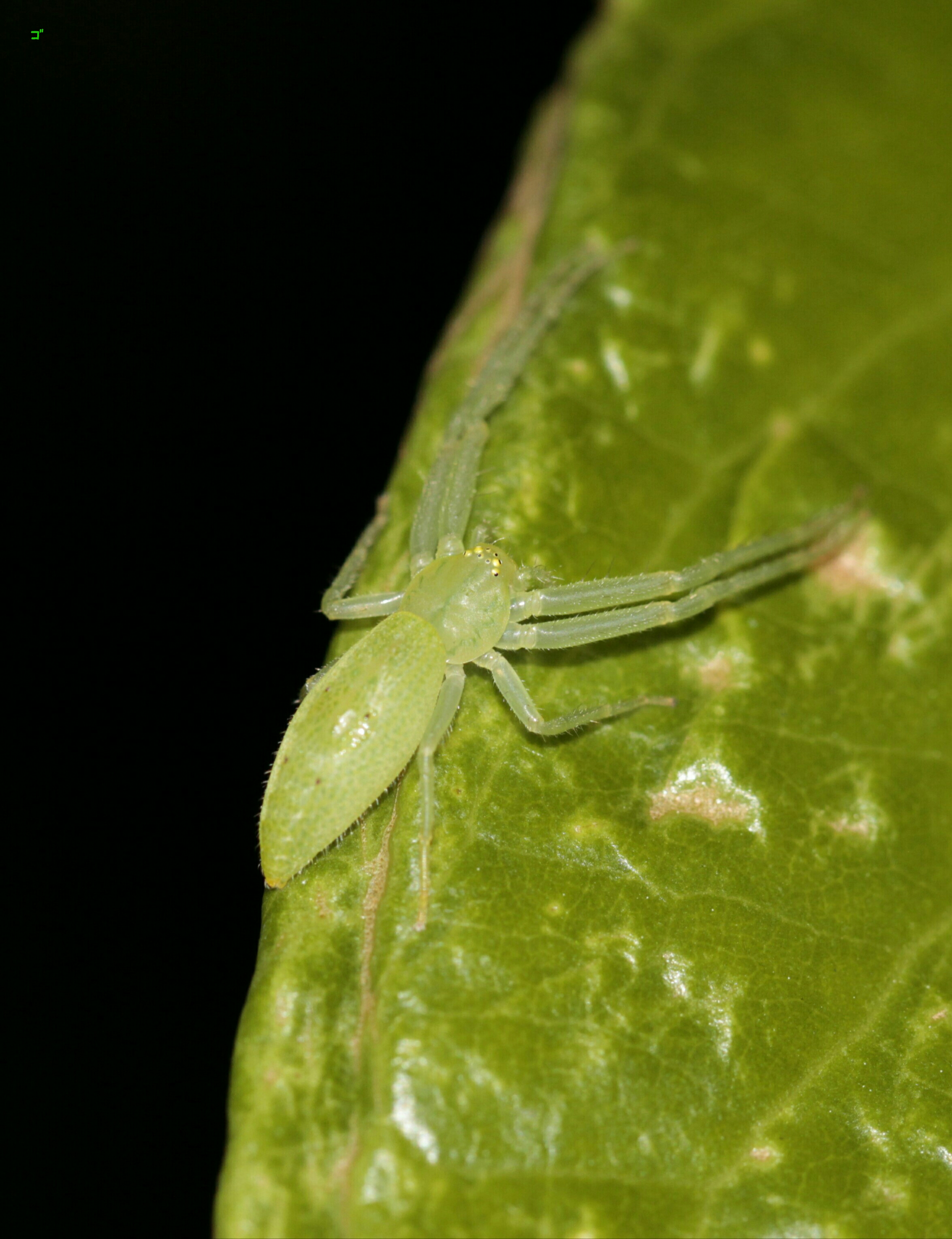
ホシズナワカバグモ 生息地判断 宮古島産

本種が属するワカバグモ属には世界に23種ほど知られるが、日本には本種の他にもう1種がある。
- O. hosizuna ホシズナワカバグモ

本種よりやや小型と言うが、差はほんのわずかで、正確な判断は生殖器によらねばならない。ただし雌ではそれでもで判断が難しい。しかし分布が重なっておらず、この種はトカラ列島以南に知られるので、その面からは区別が容易である。ちなみに国外でもこの種の分布は中国南東部から台湾と本種の分布と外れている。